# 梅の花グループ
株式会社梅の花グループ（うめのはなグループ、UMENOHANA GROUP CO.,LTD.）は、ゆば・豆腐料理を提供するレストランチェーンなどを展開する企業。本社は福岡県久留米市に置かれている。

## 概要
前身は1976年、創業者の梅野重俊（当時25歳）が創業したカニ料理専門店「かにしげ」である。その後は法人化などを経て引き続き「かにしげ」の展開を行っていたが、創業から10年後の1986年、福岡県久留米市に現在の主力業態であり現社名の由来でもある湯葉・豆腐料理の店「梅の花」の1号店を出店、今日に至るまでの基礎となった。現在は外食事業とテイクアウト事業の2部門を柱としながら、この他にスパのプロデュース・営業も行っている。
メイン事業の外食事業部門では、主力業態の「梅の花」を中心に複数の業態を展開している（後述）。特に「梅の花」は各地に急速に店舗網を拡大し、2004年（平成16年）に北海道への出店を果たしたことで、出店エリアに偏りはあるものの、1号店出店から18年で沖縄地区を除く全地方への進出を果たしている。
また、もう1つの柱であるテイクアウト事業部門では、デパ地下店舗などにおける惣菜類の販売を中心に、ギフト通販なども手がけている。
近年では、新規出店の効果を明確化する目的で各事業年度ごとに子会社を設立したり、子会社に飲食店舗の大部分を承継させるなど、組織再編（リストラクチャリング）を積極的に行っているほか、M&Aや海外展開による事業拡大も図っている。
2025年5月1日付で、商号を株式会社梅の花から株式会社梅の花グループに変更した。

### 社訓
- どこよりも最高に美味しい料理を
- どこよりも最高の笑顔で
- 親切に心温まるサービスすることを必ず実行します

### 日常の3つの心得
- 「ニコニコ」と親切に
- 「ハキハキ」と責任をもって
- 「キビキビ」と行動し協力

### 信条
- 一、親切
- 一、責任
- 一、協力

### 従業員構成
- 支配人：店の最高責任者
- 店長：支配人の補佐
- 主任：店長の補佐
- 社員：主任の補佐
- 時間帯責任者：各ポジションの責任者
- 玄関：案内・会計・予約の受付を担当
- ホール：接客担当
- 調理場・洗い場：調理担当・器洗い

## 沿革
| 年   | 年   | 年    | 月 | 事柄 |
| 西暦 | 和暦 | 和暦  | 月 | 事柄 |
| 西暦 | 元号 | ~     | 月 | 事柄 |
| ---- | ---- | ----- | -- | --- |
| 1976 | 昭和 | 51    | 7  | 梅野重俊（創業者、現・代表取締役社長）が、かに料理専門店「かにしげ」を創業。 |
| 1979 | 昭和 | 54    | 10 | 佐賀県佐賀市神野町592-1を本店として「かにしげ有限会社」（資本金500万円）を設立、法人化。 |
| 1980 | 昭和 | 55    | 3  | 熊本県熊本市下通1丁目10-6を本店として「かにしげ有限会社」（資本金200万円）を設立。 |
| 1980 | 昭和 | 55    | 12 | 佐賀市のかにしげ（有）が熊本市のかにしげ（有）を吸収合併。あわせて本店を福岡県久留米市櫛原町10-5に移転。 |
| 1986 | 昭和 | 61    | 4  | 現在の主力業態でもある「梅の花」の1号店を福岡県久留米市に出店（久留米店として現在も営業）。 |
| 1987 | 昭和 | 62    | 2  | 久留米市国分町にセントラルキッチンを設置。 |
| 1990 | 平成 | 2     | 1  | 久留米市国分町1217番地を本店として、株式会社ウメコーポレーションを設立。 |
| 1990 | 平成 | 2     | 7  | （株）ウメコーポレーションを形式上の存続会社、かにしげ（有）を実質上の存続会社とした吸収合併を実施。 |
| 1992 | 平成 | 4     | 12 | 店舗網の拡大に伴い、久留米市野中町にセントラルキッチンを新設。従来のセントラルキッチンはしゅうまい専用の工場に。 |
| 1994 | 平成 | 6     | 3  | 「梅の花」15号店を兵庫県神戸市中央区に出店（現在の三宮店）し、関西地区へ進出。 |
| 1995 | 平成 | 7     | 11 | 「梅の花」24号店を愛知県名古屋市中区に出店（現在の栄店）し、中京地区へ進出。 |
| 1996 | 平成 | 8     | 3  | 現在地に本社・本店を移転。 |
| 1997 | 平成 | 9     | 3  | テイクアウト事業に進出。テイクアウト専門店の1号店を福岡市中央区に出店（現在の博多大丸店）。 |
| 1997 | 平成 | 9     | 3  | 「梅の花」33号店を東京都多摩市に出店（現在の永山店）し、関東地区へ進出。 |
| 1997 | 平成 | 9     | 10 | 商号を株式会社梅の花に変更。 |
| 1998 | 平成 | 10    | 6  | 久留米市にギフトセンターを設置しギフト通信販売を開始。 |
| 1999 | 平成 | 11    | 2  | 新業態「チャイナ梅の花」1号店を佐賀県佐賀郡大和町（現・佐賀市）に出店（現在の佐賀大和店）。 |
| 1999 | 平成 | 11    | 3  | 「梅の花」42号店を岡山県岡山市に出店し、中国地区へ進出。 |
| 1999 | 平成 | 11    | ?  | 株式を店頭公開。 |
| 2001 | 平成 | 13    | 3  | 「梅の花」56号店を富山県婦負郡婦中町（現・富山市）に出店（現在の富山店）し、北陸地区へ進出。 |
| 2001 | 平成 | 13    | 6  | 「梅の花」58号店を宮城県仙台市青葉区に出店（現在の仙台店）し、東北地区へ進出。 |
| 2001 | 平成 | 13    | 10 | アメリカ・カリフォルニア州に外食事業を業とする現地法人UMENOHANA USA INC.（連結子会社）を設立。 |
| 2002 | 平成 | 14    | 6  | 東京証券取引所第2部に上場。 |
| 2003 | 平成 | 15    | 9  | タイ・バンコクに現地法人UMENOHANA(THAILAND)CO.,LTD.を設立。スパ事業に進出。 |
| 2004 | 平成 | 16    | 9  | 1日付で新設分割により、連結子会社「株式会社西日本梅の花」（資本金1,000万円）と「株式会社東日本梅の花」（資本金1,000万円）の2社を設立し、店舗運営を梅の花本体より承継。 |
| 2004 | 平成 | 16    | 10 | 1日付で、本社と同一の住所に連結子会社「有限会社梅の花26」（資本金300万円）と「株式会社梅の花不動産管理」（資本金1,000万円）の2社を設立。前者は第26期（2004年10月 - 2005年9月）に新規出店した店舗の運営を担わせることで出店効果を明確化することを、後者は新規出店店舗の賃貸を行わせることで新規出店の投資回収状況を明確化することをそれぞれ目的としていた。 |
| 2004 | 平成 | 16    | 10 | 「梅の花」67号店を新潟県新潟市に出店（現在の新潟店）し、信越地区へ進出。 |
| 2004 | 平成 | 16    | 11 | 10月1日付(?)で本社と同一の住所に連結子会社「有限会社梅の花plus」（資本金300万円）を設立。 |
| 2004 | 平成 | 16    | 11 | 「梅の花」69号店を愛媛県松山市に出店（現在の松山店）し、四国地区へ進出。 |
| 2004 | 平成 | 16    | 12 | 「梅の花」71号店を北海道札幌市中央区に出店（現在の札幌店）し、北海道地区へ進出。沖縄以外の全地方に進出を果たす。 |
| 2005 | 平成 | 17    | 10 | 3日付で本社と同一の住所に連結子会社「有限会社梅の花27」（資本金300万円）を設立。「梅の花26」と同様に、第27期（2005年10月 - 2006年9月）に新規出店した店舗の出店効果を明確化することを目的としていた。 |
| 2006 | 平成 | 18    | 10 | 2日付で本社と同一の住所に連結子会社「株式会社梅の花28」（資本金300万円）を設立。「梅の花26」「梅の花27」と同様に、第28期（2006年10月 - 2007年9月）に新規出店した店舗の出店効果を明確化することを目的としていた。 |
| 2006 | 平成 | 18    | 10 | テイクアウト店舗10店舗とギフトセンター（現在の「梅の花 通販本舗梅あそび」）について、連結子会社の「梅の花plus」へ営業譲渡。 |
| 2007 | 平成 | 19    | 9  | 30日付で連結子会社「有限会社梅の花26」「株式会社梅の花不動産管理」の2社を解散、清算開始。 |
| 2007 | 平成 | 19    | 10 | 1日付で本社と同一の住所に連結子会社「株式会社梅の花29」（資本金300万円）を設立。「梅の花26」などと同様に、第29期（2007年10月 - 2008年9月）に新規出店した店舗の出店効果を明確化することを目的としていた。 |
| 2007 | 平成 | 19    | 10 | 1日付で持ち帰り寿司店舗などを展開する「株式会社古市庵」と、その子会社である「有限会社古市庵興産」の株式を取得。古市庵については創業家である古市家やその親族計4人から発行済み株式総数の49.1%を取得。 |
| 2008 | 平成 | 20    | 2  | 「有限会社梅の花26」の清算結了。事業・組織については東日本梅の花、西日本梅の花に統合。 |
| 2008 | 平成 | 20    | 3  | 「株式会社梅の花不動産管理」の清算結了。事業については梅の花本社が譲受。 |
| 2008 | 平成 | 20    | 10 | 1日付で店舗運営子会社5社の合併・統合を実施。5社中で最も規模の大きい「株式会社西日本梅の花」を存続会社とし、同社が他4社（「株式会社東日本梅の花」「有限会社梅の花27」「株式会社梅の花28」「株式会社梅の花29」）を吸収合併する方式を採った。あわせて、西日本梅の花の社名を「株式会社梅の花Service」に変更。                                                  |
| 2008 | 平成 | 20    | 9  | 30日付で連結子会社「有限会社古市庵興産」を解散、清算開始。 |
| 2009 | 平成 | 21    | 7  | 「有限会社古市庵興産」の清算結了。事業については梅の花本社が譲受。 |
| 2009 | 平成 | 22(?) | 10 | 梅の花plusより「通販本舗梅あそび」の事業を譲受・移管。 |
| 2010 | 平成 | 22    | ?  | 梅の花のCMが、第50回ACC CMフェスティバルの最優秀賞であるACCグランプリ・総理大臣賞を受賞。 |
| 2011 | 平成 | 23    | ?  | 一般公募増資（新株発行と株式売出し）、第三者割当増資（新株発行）を実施。資本金は13億7,051万8,000円増加。 |
| 2012 | 平成 | 24    | 11 | 14日付でエイチ・ツー・オー リテイリングとの間で資本・業務提携契約を締結。 |
| 2012 | 平成 | 24    | 12 | 3日付でエイチ・ツー・オー リテイリングに対し第三者割当増資と転換社債型新株予約権付社債発行を実施。エイチ・ツー・オー リテイリングが第4位株主（約5%）になる。また、仮に新株予約権が行使されれば、エイチ・ツー・オーリテイリングは現在の筆頭株主であり創業者一族の資産管理会社である有限会社梅野企画を上回る約20%の株式を保有する筆頭株主になる見通し。      |
| 2013 | 平成 | 25    | 4  | 「通販本舗梅あそび」の事業を再び梅の花plusへ譲渡。 |
| 2013 | 平成 | 25    | 6  | タイでレストラン事業を展開するため、現地の外食チェーン“S&P Syndicate Public Company Limited”社との合弁会社UMENOHANA S&P CO.,LTD.を設立。梅の花は40%を出資する。 |
| 2014 | 平成 | 26    | 10 | 株式会社古市庵を株式交換により完全子会社化。 |
| 2015 | 平成 | 27    | 2  | エイチ・ツー・オー リテイリングによる梅の花の子会社化について検討を開始することで両社が合意。 |
| 2015 | 平成 | 27    | 12 | エイチ・ツー・オー リテイリングによる梅の花の子会社化を断念（協議終了）。2012年発行の転換社債型新株予約権付社債も償還。ただし約5%の出資と業務提携は継続する。 |
| 2016 | 平成 | 28    | 10 | 株式会社梅の花Serviceを会社分割し、東日本の事業を新設の株式会社梅の花サービス東日本に承継。株式会社梅の花Serviceは株式会社梅の花サービス西日本へ商号変更。株式会社丸平商店ほか2社を子会社化。 |
| 2016 | 平成 | 28    | 11 | フジオフードグループ本社との資本業務提携。 |
| 2025 | 令和 | 7     | 5  | 商号を株式会社梅の花グループに変更。 |

## 展開するブランド
- 梅の花
- すし半（和食さとの祖業ブランド、2017年にSRSホールディングスから事業譲渡）
- さくら水産
- かにしげ
- チャイナ梅の花
- 佐賀神埼村
- ワーヤキン
- 古市庵テイクアウト店
- 梅の花テイクアウト店

全国各地の支店には、人形作家・夢童由里子の作品が設置されている店舗がいくつか存在する。設置されている作品名と店舗は以下の通り（2021年現在）。
- 天遊舞地（長久手店）
- 小紫江戸の賑わい（新小岩店）
- からくりや銀次（蒲田店）
- 千代の絵草子（吉祥寺店）
- 綺羅童子（永山店→銀座並木通店）
- 花夜叉・梅幸丸（烏丸店）
- 花宴おりょう（鹿児島店）
- 花遊錦之苑（熊本店）

## 提供番組
- 上沼恵美子のおしゃべりクッキング2001年10月から朝日放送で提供された。
- 爆報! THE フライデー（TBS）
  - 過去には「人生が変わる1分間の深イイ話」（日本テレビ、2010年10月から2011年9月まで）や「情報7days ニュースキャスター」（TBS、2011年10月から2012年3月まで）、「オーラの泉」（テレビ朝日、2008年10月から2009年3月まで）を提供していた。かつては朝日放送制作の番組での提供が多かった。